# 덴트모나원숭이
덴트모나원숭이(Cercopithecus denti)는 긴꼬리원숭이과에 속하는 영장류의 일종이다. 콩고민주공화국과 콩고공화국, 르완다, 우간다 서부, 중앙아프리카공화국 등에서 발견된다. 이전에는 울프모나원숭이(C. wolf)의 아종으로 분류하였다.